# トレイ・エドワード・シュルツ
トレイ・エドワード・シュルツ（Trey Edward Shults、1988年10月6日 - ）は、アメリカの映画監督、プロデューサー、脚本家、俳優である。代表作は『イット・カムズ・アット・ナイト』（2017）、『WAVES/ウェイブス』（2019）など。

## フィルモグラフィー
- Krisha (2015年) – 監督, 脚本, 編集, プロデューサー, 出演
- イット・カムズ・アット・ナイト It Comes at Night (2017年) – 監督, 脚本, 共同編集[1]
- WAVES/ウェイブス Waves (2019年) – 監督, 脚本, プロデューサー, 共同編集
- Hurry Up Tomorrow (2025年) – 監督, 脚本, 共同編集